# Vitosja naturpark
Vitosja naturpark (bulgariska: Витоша) är en naturpark i Bulgarien.   Den ligger i regionen Pernik, i den västra delen av landet, 23 km söder om huvudstaden Sofia. Vitosja naturpark ligger 1 370 meter över havet.
Terrängen runt Vitosja naturpark är kuperad åt sydväst, men åt nordost är den bergig.
År 1934 blev en del av bergsmassivet Vitosja en 6 600 hektar stor naturpark genom en aktiv insats från Bulgariens naturskyddssällskap.